# Riba-škorpion
Riba-škorpion djelo je francuskog putopisca Nicolasa Bouviera. Roman s elementima putopisa vodi nas kroz putovanje i boravak na Šri Lanki, gdje autor provodi nekoliko mjeseci 1955. godine. 

## Kontekst djela
Djelo Riba-škorpion nastavak je Upotrebe svijeta Nicolasa Bouviera. Radnja je smještena na Šri Lanki i u gradu Colombo gdje je Bouvier boravio 1955. godine. Autor je po svojim sjećanjima i bilješkama napisao ovo djelo po povratku s putovanja. Trebalo mu je više od dvadeset godina da dovrši knjigu koja konačno izlazi 1982. godine. Iste godine djelo osvaja Nagradu kritike, a godine poslije i Nagradu Schiller. 

## Sadržaj
Bouvier do Šri Lanke dolazi nakon dvije godine pješačenja Indijom. U djelu opisuje teške trenutke provedene na otoku, klimu koja umrtvljuje svaku volju i inicijativu, halucinacije, borbu s bolestima i drugačiji stil života na koji nailazi. Kroz knjigu pratimo njegovo putovanje. 
Radnja počinje njegovim dolaskom, a završava njegovim odlaskom s otoka. Pripovjedač također detaljno opisuje floru i faunu, prirodne elemente kao što su sunce, vjetar i kiša dok su opisi i karakterizacija ljudi svedeni na minimum, tek na poneke anegdote. Otok opisuje kao negostoljubivo mjesto gdje turisti i putnici nisu dobrodošli. 
Na početku opisuje susret s carinikom kojeg karakterizira kao prototip carinika južne Azije. Humor i ironija su sveprisutni kroz cijelo djelo.  Nakon anegdote s carinikom pripovjedač opisuje sobu koju je iznajmio za jedan roupie (valuta) dnevno. Navodi kako je to već 117. soba u kojoj boravi od početka putovanja. „Osam metara dugačka, četiri metara široka.“(Bouvier, Nicolas: Le poisson-scorpion, Gallimard, Folio, 1996.) Ta će soba biti njegovo svojevrsno sklonište i utočište od vanjskog svijeta jer se većinu vremena izolirao kada je pao u depresiju, kako bi pisao i razmišljao. 
Šri Lanka postaje mjesto njegova samoispitivanja, samospoznaje i samoiskušenja dok su putopisni detalji, folklor i egzotične osebujnosti samo podloga djela. 
Pripovjedač opisuje kako pati od malarije i žutice te ga muče visoka temperatura i neprestano povraćanje. Odlazi u grad Colombo kako bi potražio liječničku pomoć. Bolest, samoća i besparica ga obuzimaju i boji se što će se dogoditi sutradan. Nakon toga upoznaje muslimanku koja radi u trgovini hrane. Osjeća joj se blizak jer oboje osjećaju negostoljubivost mještana.
Potom pripovjedač opisuje svoja zapažanja o političkoj i vjerskoj situaciji na otoku. Deklarira otok kao komunistički i navodi stranku ultranacionalista. Budizam je glavna religija na otoku. Bouvier se gubi u svemu tome i osjeća kako gubi svoju osobnost, svoje uspomene i sjećanja i jedino što zna je kako se zove. 
Jedne večeri susreće starog svećenika koja se predstavlja kao Otac Avaro. Pripovjedač mu se jada i priča o temama koje ga muče: žali se na jaku vrućinu koja ga obuzima – Otac mu govori kako je taj problem i njega mučio kada je stigao na otok i kako nije mogao moliti neko vrijeme. Pripovjedač tvrdi da je otok uklet i kako nema vezu s nebom. Nakon susreta pripovjedač je mnogo sretniji. Otac Avaro bio je poput duha koji mu je pomogao da se trgne i uspravi duhovno, fizički i materijalno. Nakon susreta s njim sve će krenuti nabolje i to će biti poticaj da Bouvier napokon napusti otok.

## Značenje i metafora otoka
Otac Avaro i pripovjedač zaključili su kako je navedeni otok mjesto samoispitivanja i ponovne konstrukcije samog sebe. To je prokleto mjesto u kojem klima obuzima ljude i gdje se zlo nastanilo. Ubija se svaka želja i volja za poslom, radom. Ljudi upadaju u ponor i zato mnogo njih na otoku i pije alkohol, kako bi zaboravilo bijednu svakodnevnicu koja ih okružuje.

## Važnost djela
Bouvier nam ovim djelom želi poručiti kako nas putovanje u suštini može promijeniti, kako možemo pronaći novog sebe u novom svijetu i drugačijim civilizacijama. Putovanje je važno kako bismo stalno bili u procesu traganja sebe i kako bismo se neprestano nanovo gradili kao osobe. 
Po odlasku s otoka, Bouvier svoju avanturu nastavlja prema Japanu koji će biti njegovo posljednje odredište prije povratka kući.